# پانکریس
پانکریس (انگلیسی: Pancrase) یک سازمان ژاپنی برگزاری مسابقات هنرهای رزمی ترکیبی است که در سال ۱۹۹۳ تأسیس شده و مقر آن در شهر شینجوکو-کو، توکیو است. اسم این سازمان برگرفته از پانکریشن، یک ورزش مبارزه‌ای در بازی‌های المپیک باستان است.

## مبارزان سرشناس
- پال دیلی
- ژوزه آلدو